# Коктейль

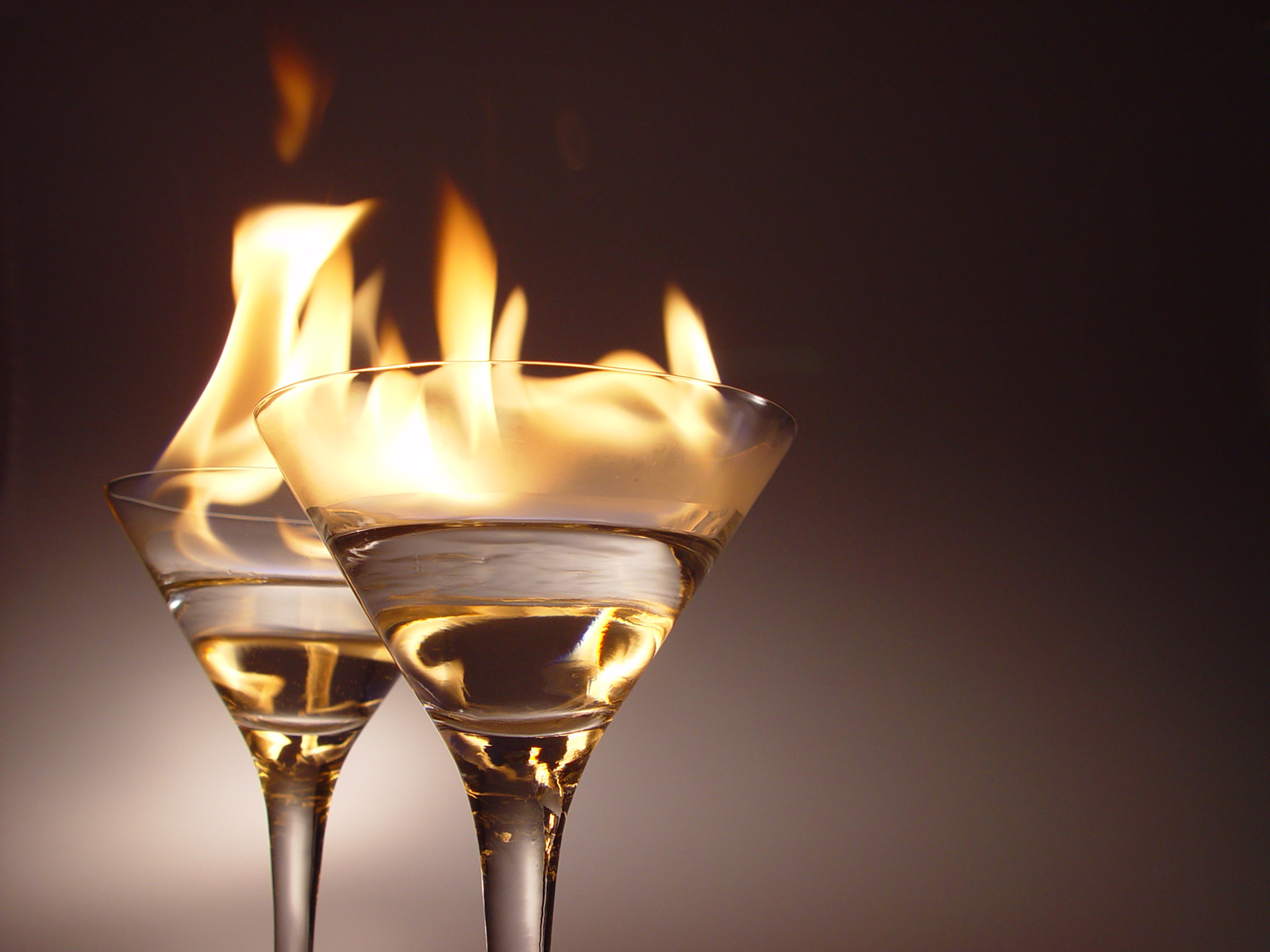
Коктейль

Кокте́йль (англ. cocktail — півнячий хвіст) — суміш напоїв.

## Історія
Змішаними напоями угамовували спрагу ще у сиву давнину. У стародавньому Китаї понад 3000 років тому вживали напої з натуральних ягідних соків, змішуючи їх з снігом, льодом. Коктейлі з'явилися значно пізніше.
В Англії, появу коктейлів пов'язують з історією півнячих боїв. Від англійського слова соск-ale — півняче пиво — можливо і з'явилася на світ назва. Півняче пиво — це суміш з міцноалкогольних напоїв і гірких настоянок. Таким напоєм піднімали бойовий дух бійцівських півнів перед початком змагань.
В Франції є два варіанти появи коктейлів. По-перше, як і багато що інше, що вважається чисто американським, слово і сам напій коктейль привезли до Північної Америки французькі офіцери. Французьким словом coquetel жителі провінції Бордо називали змішаний напій, приготований на основі вин.
По-друге, стверджують ті ж французи, слово «коктейль» походить від слова coquetiers. І подарував його американцям цього разу не офіцер, а фармацевт, але знову ж таки француз на ім'я Пейшо. У 1875 році він відкрив в Новому Орлеані заклад, де можна було спробувати змішані напої з бренді, гірких настоянок і цукру. Напої подавалися в незвичайних формою склянках, які Пейшо і називав coquetiers. Практичні американці в своєму прагненні все вимовляти скорочено, просили у бармена подати їм cock-tey.
Іспанці стверджують, що слово «коктейль» походить від іспанського виразу cola de gallo — хвіст півня. Так за зовнішню схожість називали корінь однієї з рослин, яким бармен з містечка Кампече на березі Мексиканської затоки перемішував приготовані ним напої. Американські моряки, що не пропускали жодного бару, любили відвідувати і цей, в Кампече. На питання, що це за інструмент у нього в руках, ввічливий бармен відповідав по-англійськи: «Cocktail» — «хвіст півня».
Існує і ще одна історія, що пов'язує походження «коктейля» з «хвостом півня». Належить ця історія Джеймсу Фенімору Куперу. За його твердженням, перший коктейль був приготований в 70 роках XVIII століття маркітанткою військ генерала Вашингтона Елізабет Фленеган. Одного разу вона подала офіцерам напій з рому, житнього віскі і фруктових соків, прикрасивши келихи пір'ям з хвостів бійцівських півнів. Один з офіцерів, француз за походженням, побачивши такої прикраси келихи, вигукнув: «Vive le cog's tail!» («Хай живе півнячий хвіст!»). Ця наполовину французька, наполовину англійська фраза всім сподобалася, і напій стали називати «коктейль» — півнячий хвіст.
Перша згадка слова «коктейль» у пресі належить нью-йоркському виданню «The Ballance». У травні 1806 року на його сторінках було дане визначення: «Коктейль є стимулюючим напоєм, що складається з різних за міцністю алкогольних напоїв, цукру і гірких настоянок».
Сухий закон у США приніс Кубі чималі прибутки: багато хто із заможних американців тоді полюбляв відвідувати Кубу, аби скуштувати Cuba Libre (коктейль з рому та Coca Cola).